# Genevieve Bell

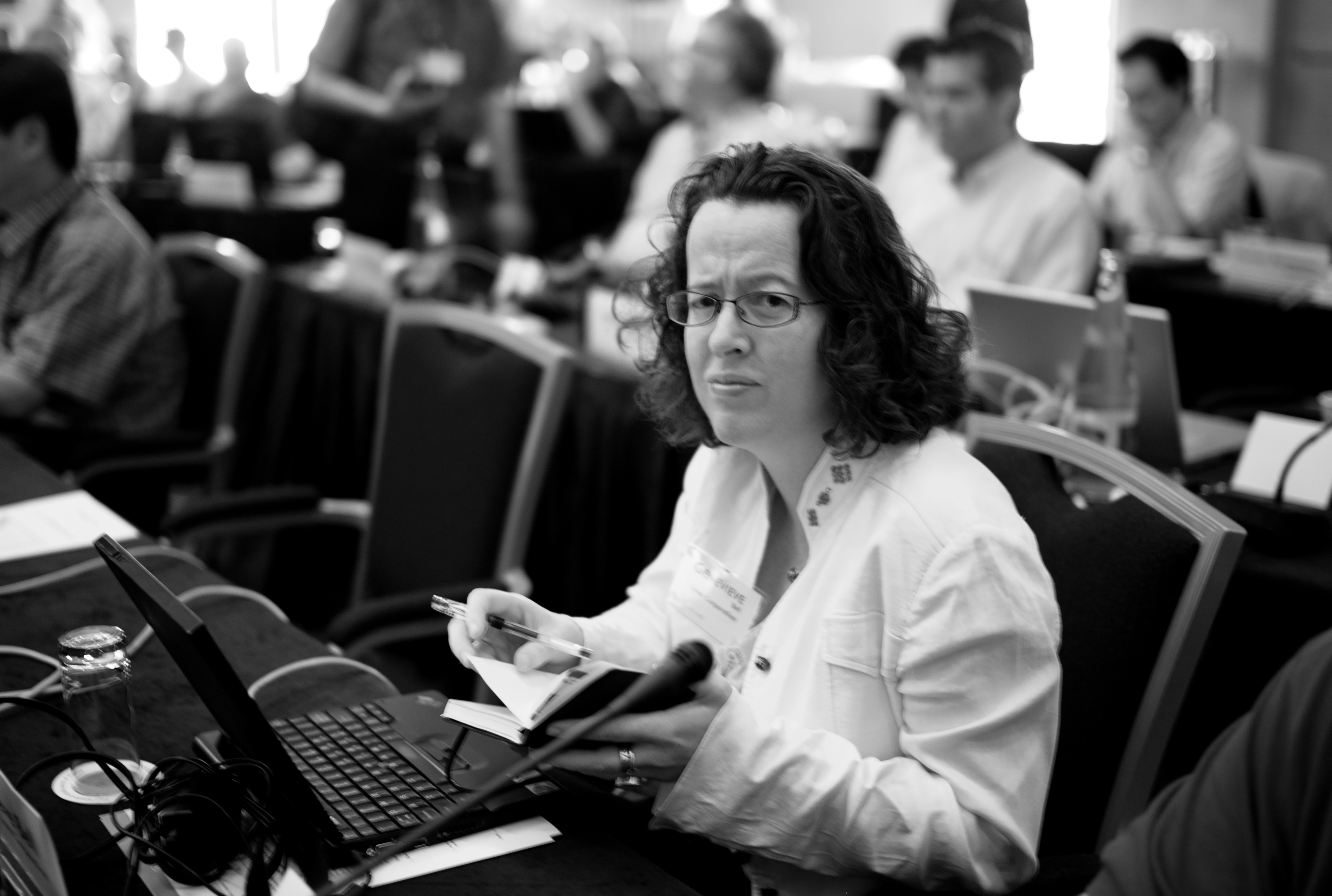
Genevieve Bell (2007)

Genevieve Bell AO (* 1968 oder 1969 in Sydney) ist eine australische Anthropologin, Zukunftsforscherin und Expertin für Mensch-Maschine-Interaktion. Sie ist Professorin an der Australian National University. Außerdem ist sie Senior Fellow bei Intel.

## Leben
Bell wurde als Tochter der australischen Anthropologin Diane Bell in Sydney geboren und wuchs in Melbourne, Canberra und den indigenen Städten und Dörfern des Northern Territory auf. 1990 erwarb sie einen Abschluss in Anthropologie am Bryn Mawr College. 1993 schloss sie ihr Masterstudium an der Stanford University ab und wurde dort 1998 in Anthropologie promoviert. Ihre Dissertation beschäftigte sich mit der Carlisle Indian Industrial School, einem Internat, das von 1879 bis 1918 Indianern eine Ausbildung ermöglichte. Von 1996 bis 1998 unterrichtete Bell Anthropologie und Native American Studies an der Stanford University.
1998 warb sie der Halbleiterhersteller Intel an. Sie sollte dabei helfen, die sozialwissenschaftliche Kompetenz der Forschungs- und Entwicklungslabore des Unternehmens zu stärken. Sie arbeitete in der Niederlassung in Hillsboro, Oregon als Kulturanthropologin und untersuchte, wie unterschiedliche Kulturen weltweit Technologien nutzen.
2005 gründete sie Intels erstes User-Experience-Unternehmen als Teil von Intels Digital Home Group. 2010 kehrte sie in die Forschungs- und Entwicklungsabteilung zurück, als Intel sie zur Direktorin der Forschungsgruppe „User Experience“ machte. Ihr Team arbeitete an Fragen zu Big Data, Transportkonzepten und zukunftsweisenden Bildtechnologien. Aufgrund des Erfolges ihrer Arbeitsgruppe wurde Bell 2014 Vizepräsidentin und 2016 leitende Wissenschaftlerin des Unternehmens.
2010 wurde Bell von AlwaysOn unter die 25 bedeutendsten Frauen im Technologiesektor gewählt und gehörte schon 2009 für Fast Company zu den 100 kreativsten Menschen. 2012 wurde Bell in die Hall of Fame von Women In Technology International aufgenommen und 2013 gehörte sie zu den Women of Vision in Leadership des Anita Borg Institute. 2014 war sie Teil der Liste der einflussreichsten Frauen im Technologiesektor der Zeitschrift Elle und Teil einer Ausstellung im Londoner Design Museum, das 25 Frauen aus der ganzen Welt vorstellte.
Ihr erstes Buch, Divining a Digital Future: Mess and Mythology in Ubiquitous Computing, das sie 2011 mit Paul Dourish schrieb, beschreibt die sozialen und kulturellen Aspekte der Allgegenwärtigkeit von rechnergestützter Informationsverarbeitung.
Bell war von 2008 bis 2010 Thinker in Residence für South Australia, einem inzwischen eingestellten Programm, das der australischen Gesellschaft einen Austausch mit globalen Führungspersönlichkeiten bringen soll. Sie half der australischen Regierung bei der Ausarbeitung einer Strategie für eine nationale Breitband-Initiative. Bell leitete die ethnographische Forschung und entwickelte innovative Forschungsansätze zur Identifizierung von Hindernissen rund um den Ausbau der Breitband-Internetzugänge.
Anfang 2017 wurde Bell Professorin am Australian National University College of Engineering and Computer Science, wo sie sich vor allem darum kümmert, wie man Data Science mit Design und Ethnographie verbinden kann, um neue Ansätze in den Ingenieurwissenschaften zu finden. Sie wird Intel als Vizepräsidentin verlassen, aber Senior Fellow bleiben.

## Veröffentlichungen
- Telling stories out of school: Remembering the Carlisle Indian Industrial School, 1879-1918 (Pennsylvania), Dissertation, Stanford University, 1998
- mit Joseph Kaye: Designing Technology for Domestic Spaces: A Kitchen Manifesto. In: Gastronomica: The Journal of Food and Culture, Vol. 2, Nr. 2, 2002, S. 46–62
- The American women's Home – Catherine E. Beecher and Harriet Beecher Stowe. In: Women's studies international forum. 26, Nr. 3, 2003, S. 278
- Field Notes – Auspicious Computing?. In: IEEE internet computing. 8, Nr. 2, 2004, S. 83
- mit Paul Dourish: The Infrastructure of Experience and the Experience of Infrastructure: Meaning and Structure in Everyday Encounters with Space. In: Environment and Planning B: Planning and Design, Vol. 34, Nr. 3, 2007, S. 414~430
- Getting connected, staying connected: exploring South Australia's digital futures. Department of the Premier and Cabinet, Pandora, Adelaide 2009
- mit Tony Salvador, Ken Anderson: Design Ethnography. In: Design Management Journal. Vol. 10, Nr. 4, 2010, S. 35–41
- Life, death, and the iPad. In: Communications of the ACM, Vol. 54, Nr. 12, 2011, S. 24–25
- SA stories: tell us about your technology.Pandora, 2012
- mit Paul Dourish: Divining a digital future: mess and mythology in ubiquitous computing. MIT Press, Cambridge 2014
- mit Tom Boellstorff, Bill Maurer, Melissa Gregg, Nick Seaver: Data, now bigger and better!. Prickly Paradigm Press, Chicago 2015
- mit Larissa Hjorth, Heather Horst, Anne Galloway: The Routledge Companion to Digital Ethnography. Taylor and Francis, Florence, 2016